# 분청사기 박지연화어문 편병
분청사기 박지연화어문 편병(粉靑沙器 剝地蓮花魚文 扁甁)은 박지기법을 써서 연꽃과 물고기 문양을 새긴, 조선 초기의 분청사기 편병이다. 1974년 7월 9일 대한민국의 국보 제179호로 지정되었다.

## 개요
조선 전기의 분청사기 편병으로 높이 22.5cm, 아가리 지름 5.2cm, 바닥 지름 8.6cm의 크기이다.
몸통은 둥글고 양 면이 납작하며 아가리가 작다. 회갈색의 바탕흙 위에 백토로 분장하고 투명한 연갈색 유약을 두껍게 칠하였다. 아가리 밑의 어깨에는 도식화된 연꽃무늬 띠가 있고, 정면의 편평한 곳에는 연잎, 연꽃, 물고기무늬로 장식하였다.
측면에는 윗부분과 중간에 연꽃무늬를, 아랫부분에는 겹 연꽃무늬 띠를 새겼다. 백토로 분장한 뒤에 무늬 이외의 지면을 긁어내는 박지기법(剝地技法)을 주로 하였으며, 나머지는 선을 이용해 무늬를 나타내는 조화기법을 곁들였다. 흰색과 회갈색의 문양 대비가 돋보인다.
특히 앞면에 자연스럽게 묘사된 연잎과 여러개의 연꽃봉오리 사이에 있는 물고기무늬는 박지기법의 특징을 잘 보여주는 대표적 작품의 하나이다.

## 같이 보기
- 분청사기 박지태극문 편병 - 보물 제1456호

## 참고 자료
- 분청사기 박지연화어문 편병 - 국가유산청 국가유산포털
- 본 문서에는 서울특별시에서 지식공유 프로젝트를 통해 퍼블릭 도메인으로 공개한 저작물을 기초로 작성된 내용이 포함되어 있습니다.